# خروشنگو
خروشنگو (به لهستانی:  Hruszniew) یک روستا در لهستان است که در گمینا پلاتروو واقع شده‌است.